# Phryxe oblita
Phryxe oblita là một loài ruồi trong họ Tachinidae.